# 中村哲也 (俳優)
中村 哲也（なかむら てつや、1964年6月24日 - ）は、大阪府堺市出身の俳優。宝井プロジェクト所属。

## 人物
身長174cm。体重69kg。血液型A型。
趣味は映画鑑賞、バイク。特技は空手、水泳、英会話、乗馬（4級）。
資格は遠州流茶道の師範、大型自動二輪車、大型自動車、回転翼機（ヘリコプター）、フォークリフト運転免許。

## 出演作品

### テレビドラマ

#### NHK
- 連続テレビ小説 / 甘辛しゃん（1997年）

#### 日本テレビ
- 木曜ゴールデンドラマ / 春の姉妹（1987年）
- 火曜サスペンス劇場 / 警視庁鑑識班18（2005年）
- DRAMA COMPLEX / らんぼう（2006年）
- アース・クエイク 平成18年春・東京大震災（2006年）
- 水曜ドラマ / Dr.倫太郎（2015年） - 医師
- 天才を育てた女房（2018年）
- ドラマDEEP / 肝臓を奪われた妻（2024年）

#### TBS
- 親子ジグザグ（1987年） - 「おふくろ食堂」の客
- 白夜行（2006年）
- 金曜ドラマ / クロコーチ（2013年）
- 日曜劇場 / S -最後の警官-（2014年）
- ドラマイズム / SEDAI WARS（2020年）

#### フジテレビ
- 金曜女のドラマスペシャル→金曜プレミアム
  - OL 三人旅1（1986年）
  - 連続企業爆破テロ 40年目の真実（2015年）
- 土曜プレミアム / 弁護士 灰島秀樹（2006年）
- 母親失格（2007年）
- コード・ブルー -ドクターヘリ緊急救命-（2010年）
- 世にも奇妙な物語 21世紀 21年目の特別編「ドッキリチューブ」（2011年） - タクシー運転手
- 新・ミナミの帝王 狙われた町工場（2012年） - 課長
- SMOKING GUN〜決定的証拠〜（2014年）
- 大貧乏（2017年） - 医師
- オトナの土ドラ / 隕石家族（2020年） - 長谷川

#### テレビ朝日
- 木曜ドラマ / 交渉人〜THE NEGOTIATOR〜（2008年）
- 相棒
  - （2010年） - 医師
  - （2019年） - 平田
- 仮面ライダードライブ（2014年） - 中多直紀[3]
- 帯ドラマ劇場 / やすらぎの刻〜道（2019年） - 郵便局員
- 万博の太陽（2024年） - 面接官

#### テレビ東京
- 月曜・女のサスペンス / 庭の薔薇の紅い花びらの下（1989年）
- 超星神グランセイザー（2004年） - 警官
- 日曜ビッグバラエティ / ニッポン事件簿～犯人はなぜ逃げるのか～（2012年）
- ウルトラマンタイガ（2019年） - 父親

#### NHK BSプレミアム
- ヒロイン誕生!朝ドラな女たち（2022年） - 面接官

### テレビ番組
- アイドルをさがせ!（テレビ東京）
- サタネプ☆ベストテン（TBS）
- 中居正広の金曜日のスマイルたちへ（TBS）
- 行列のできる法律相談所（日本テレビ）
- ザ!世界仰天ニュース（日本テレビ） - ZERO指導員 ほか
- 世界で一番怖い答え（フジテレビ） - 刑事
- ツッコミたくなる事件簿 浜田新聞社（ytv）
- 世界の何だコレ!?ミステリー（フジテレビ） - 鈴木松美

### 映画
- 浪商のヤマモトじゃ!（2003年）
- Over Knight RENA（2004年）
- M-1グランプリへの道 まっすぐいこおぜ!（2004年）
- らくだ銀座（2005年）
- 男たちの大和/YAMATO（2005年）
- 真・女立喰師列伝 荒野の弐挺拳銃 バーボンのミキ（2007年）
- ハード・リベンジ、ミリー（2008年） - テツ
- DOG×POLICE 純白の絆（2011年）
- るろうに剣心（2012年）
- THE NEXT GENERATION -パトレイバー-（2014年）
- パーフェクトパートナー

### Vシネマ
- 難波金融伝・ミナミの帝王 19「闇の裁き」（2002年）
- 抱腹絶闘／FLYING GIRLS（2002年）（2002年）

### 配信ドラマ
- 全裸監督（2019年、Netflix） - バス運転手
- THE重大事件”トリカブト 1時間35分のトリック”（Hulu） - 大学教授
- ケンシロウによろしく（2023年、DMM TV） - 編集者
- Tokyo 30's Lady −大人の愛のトリセツ–（2023年、ABEMA）